# 천천면
천천면(Cheoncheon-myeon, 天川面)은 대한민국 전북특별자치도 장수군의 면 단위 행정구역 중 하나이다. 천천면의 면적은 83.9km2이며, 인구는 2016년 12월 31일기준으로 1,156세대 2,242명이다.

## 연혁
- 조선시대 : 1390년 신북방
- 조선고종 : 1895년 신북면.수북면
- 일제시대 : 1914년 장수군 창건으로 천천면이 되었다.

## 행정 구역
- 장판리
- 월곡리
- 비룡리
- 남양리
- 삼고리
- 봉덕리
- 춘송리
- 용광리
- 오봉리
- 연평리

## 교육
- 천천초등학교
- 천천중학교

## 관광
- 와룡자연휴양림
- 녹색농촌체험마을
- 사과선단단지